# Jan van Eyck
Pour les articles homonymes, voir Van Eyck.

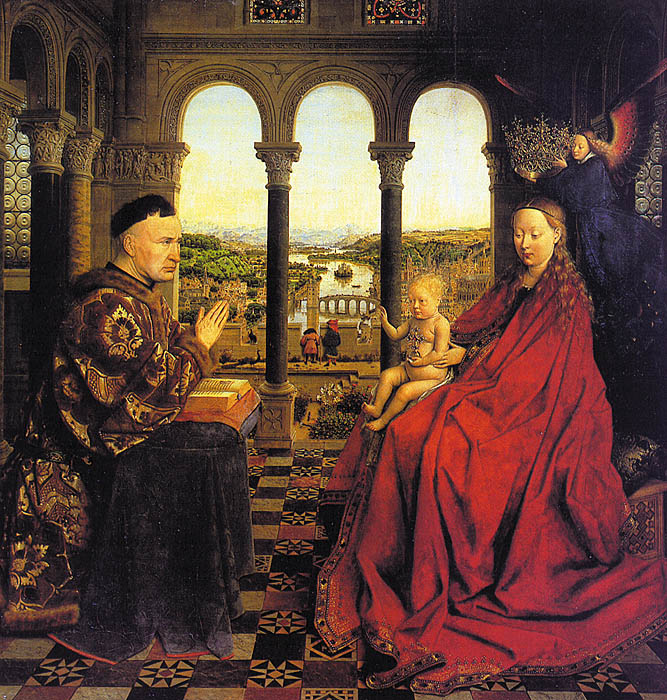
La Vierge du chancelier Rolin.

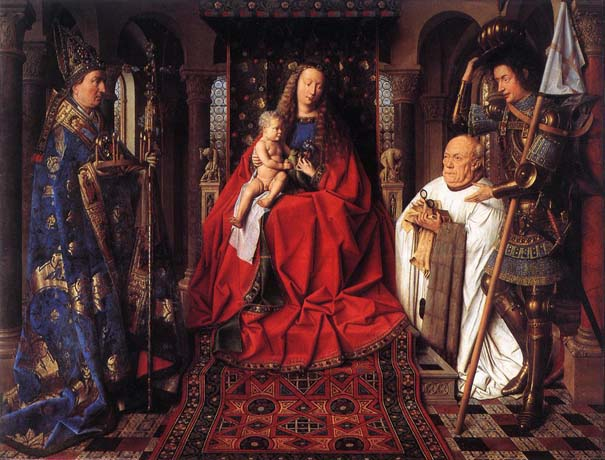
La Vierge au chanoine Van der Paele.

Jan van Eyck (en néerlandais : [ˈjɑn fɑn ˈɛik]), aussi appelé par la forme francisée Jean van Eyck, ou encore Johannes de Eyck, né vers 1390 peut-être à Maaseik et mort à Bruges le 9 juillet 1441, est un peintre né dans les territoires soumis à l'autorité du prince-évêque de Liège Jean de Bavière (1390-1417), qui devient son protecteur.
Il est célèbre pour ses portraits d’un naturalisme minutieux et d'une extrême précision au point qu'on l'a parfois comparé à Apelle. Ses tableaux les plus connus sont Les Époux Arnolfini et La Vierge du chancelier Rolin. Il termina par ailleurs le fameux retable de L'Agneau mystique, commencé par son frère Hubert van Eyck. Il est l'un des premiers artistes à signer ses œuvres.

## Biographie

### Origines et début à la cour de Hollande
La date et le lieu de naissance exacts du peintre restent inconnus. Selon les écrivains et historiens flamands Lucas D'Heere (1559) et Marcus van Vaernewijck (nl) (1568), Jan van Eyck serait né à Maaseik, dans la région mosane, à l'époque située dans la principauté de Liège et actuellement dans la Province de Limbourg (Belgique). Cette information est corroborée par le fait que quelques textes de la main du peintre sont écrits en dialecte mosan et par le fait qu'en 1449, la fille de Jan entre dans un couvent de Maaseik. Il pourrait être né aux alentours de 1390.
Très peu de choses sont connues de sa famille. Plusieurs Van Eyck sont signalés pendant cette période à Maastricht. On lui connaît deux frères et une sœur : Hubert, peintre, est installé à Bruges et entame la réalisation du retable de L'Agneau mystique à Gand, décédé en 1426 ; Lambert, lui aussi peintre, est mentionné dans un livre de compte du duc de Bourgogne en 1431 et est sans doute l'auteur d'un portrait de Jacqueline de Bavière dont on conserve une copie dessinée ; Marguerite, qui aurait été active à Gand auprès de Hubert. Il pourrait être aussi lié au peintre de René d'Anjou, lui aussi d'origine mosane et portant le même nom : Barthélemy d'Eyck,.
On ne sait rien de ses études, mais il lisait certainement le latin et un peu le grec. Il connaissait bien les œuvres de Pline l'Ancien et d'autres auteurs anciens dans lesquels il avait appris les propriétés des couleurs ainsi que des principes de géométrie.
Dans les années 1422-1425, il est employé à La Haye, à la cour de Jean III de Bavière, comte de Hollande et de Zélande, prince-évêque élu de Liège depuis 1389, en qualité de peintre de la cour et valet de chambre. En 1424, il est désigné sous le nom de « Mayster Jan den Maelre », peintre de cour alors qu'il réalise la décoration avec son atelier, du palais du Binnenhof, alors résidence des comtes de Hollande. Il ne reste aucune œuvre de Jan van Eyck de cette période hollandaise sinon des copies d'œuvres perdues. C'est le cas de L'Homme à l'œillet de la Gemäldegalerie (Berlin), copie ancienne qui comporte les insignes de l'ordre de Saint-Antoine, protecteur de la maison de Wittelsbach, famille de Jean de Bavière, le dessin de la partie de pêche conservé au Louvre attribué à un suiveur et parfois au maître lui-même, représentant la cour hollando-bavaroise et enfin quelques miniatures extraites des Heures de Milan-Turin issues de son atelier.

### Au service du duc de Bourgogne
Le 6 janvier 1425, le prince-évêque meurt et Jan van Eyck quitte aussitôt La Haye pour rejoindre Bruges. Le 19 mai 1425, une lettre patente le fait peintre de cour et valet de chambre au service de Philippe le Bon, duc de Bourgogne. Sa mission n'est pas attachée à une résidence du duc ni pour des travaux traditionnels de décorations pour des fêtes, il est chargé de missions exceptionnelles et secrètes comme l'indiquent les archives bourguignonnes à son sujet. Une rente annuelle fixe lui est régulièrement attribuée jusqu'à sa mort. Il doit pour cela rester proche du duc et déménage à Lille, résidence ducale habituelle, où il est mentionné avant le 2 août 1425,.
Parmi ces missions, il est payé le 26 août 1426 pour un pèlerinage et un voyage lointain et secret, puis le 27 octobre pour « certains loingtains voyages secrez ». Il pourrait s'agir d'un voyage de repérage et pèlerinage en Terre sainte pour le duc. Certains tableaux issus de son atelier, tel que Les Trois Maries au Sépulcre de Rotterdam, comportent en effet des vues topographiques précises de la Jérusalem de l'époque. Il obtient à chaque déplacement des sommes beaucoup plus importantes que sa rente annuelle. En juillet et août 1427, il perçoit de nouveau des sommes pour des missions diplomatiques à l'étranger. L'une d'entre elles pourrait être un voyage à la cour d'Alphonse V d'Aragon, à Valence pour lui demander la main de sa nièce Isabelle d'Urgel pour Philippe le Bon. Le roi d'Aragon lui achète par la suite plusieurs œuvres et lui envoie son peintre attitré, Lluís Dalmau, pour qu'il soit formé auprès de lui entre 1431 et 1436. Entre le 19 octobre 1428 et le 25 décembre 1429, il est de nouveau envoyé en ambassade, la seule attestée par les textes, mais cette fois-ci au Portugal, afin de négocier le mariage entre le duc de Bourgogne et Isabelle de Portugal auprès du père de celle-ci, Jean Ier de Portugal. À cette occasion, en janvier 1429, il réalise deux portraits de la future duchesse, au château d'Aviz, expédiés au duc le 12 février. Le peintre fait sans doute aussi un passage par l'Espagne, peut-être à Saint-Jacques-de-Compostelle, à Valladolid à la cour de Jean II de Castille et à Grenade, auprès de Mohammed VIII al-Mutamassik,.
Pendant cette période, Jan van Eyck effectue aussi des déplacements personnels. Il est invité le 18 octobre 1427 lors de la Saint Luc à Tournai. La corporation locale des peintres y organise un banquet en son honneur. Il y rencontre sans doute à cette occasion Robert Campin et Roger de la Pasture, futur Rogier van der Weyden, ou encore Jacques Daret, tous membres de cette corporation. Il retourne d'ailleurs à Tournai le 23 mars 1428,.

### Le maître d'atelier à Bruges
En 1430, un document ducal fait penser que Van Eyck réside de nouveau à Bruges. Van Eyck conserve par ailleurs des commandes privées en parallèle de son travail pour le duc. En 1432, il achève à Gand le retable de L'Agneau mystique entamé par son frère Hubert pour le bourgeois Joost Vijdt. Cette année-là, il paie des intérêts d'hypothèque à l'église Saint-Donatien de Bruges pour une maison qu'il a achetée : il y a sans doute installé à demeure son atelier. Il y reçoit entre le 17 juillet et le 16 août, la visite du bourgmestre et des échevins de la ville qui rétribuent de petites gratifications ses commis,,.

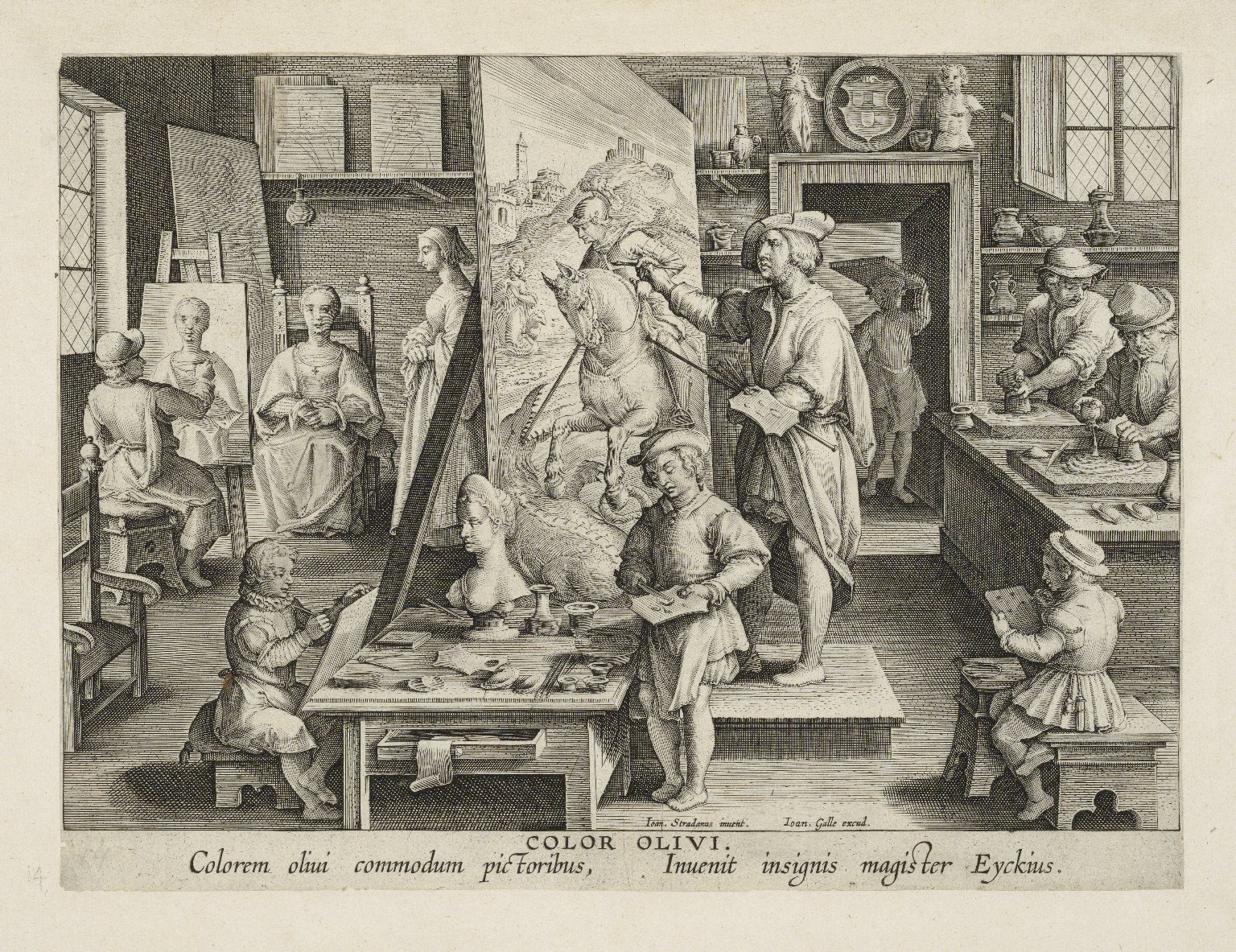
Jan van der Straet, estampe 14 tirée de Nova Reperta, [ca. 1600], gravure au burin par Théodore Galle, Folger Shakespeare Library, Washington.

Il réalise pour la ville plusieurs commandes : il réalise notamment en 1435 la polychromie de plusieurs statues représentant des comtes et comtesses de Flandre pour la façade de l'hôtel de ville. C'est aussi à cette époque qu'il réalise ses commandes privées les plus célèbres : le portrait de Tymothéos en 1432, sa plus ancienne œuvre signée, L'Homme au turban rouge en 1433, Les Époux Arnolfini en 1434 et La Vierge au chanoine Van der Paele entre 1434 et 1436.
Vers 1433, le maître se marie à une « damoiselle Marguerite », qui est peut-être d'origine noble et dont il réalise le portrait en 1439, alors qu'elle est âgée de 33 ans. Leur premier enfant naît en 1434, le duc en est le parrain et lui donne en cadeau six tasses en argent. Jan van Eyck continue de travailler pour le duc : il voit sa rente annuelle transformée en rente à vie en 1435 et augmentée, passant de 100 à 360 livres par an. La cour des comptes de Lille refuse d'entériner cette augmentation et, devant la menace de Van Eyck de renoncer à sa charge, le duc prend la défense de son peintre par un courrier venu de Dijon en date du 2 mars : « nous le voulons entretenir pour certains grans ouvraiges, en quoy l'entendons occuper cy après et que nous trouverions point le pareil à nostre gré ni si excellent en son art et science ».
Il effectue en effet toujours des travaux pour le duc : il participe à la décoration de ses résidences de Hesdin en 1432, Bruxelles en 1433 et Lille en 1434. Il continue toujours à effectuer des missions pour lui jusqu'à la fin de sa vie : il est envoyé à Arras en 1435, à l'occasion de la négociation de la paix entre la Bourgogne, l'Angleterre et la France. En 1436, il effectue une dernière fois, « certains voyaiges loingtains es estranges marches », sans doute en terre non chrétienne, alors que Philippe le Bon envisage de mener une croisade. En hiver 1440, les comptes bourguignons signalent que le peintre remet au duc « certaines tables ainsi que d'autres objets secrets » qu'il a achetés pour lui,.
Jan van Eyck meurt le 23 juin 1441 et est inhumé dans le cloître de l'église Saint-Donatien. Le 21 mars 1442, Lambert, son frère, demande et obtient le droit de transférer sa tombe dans l'église, près des fonts baptismaux,.
Dès 1456, l'historien italien Bartolomé Facio, dans son livre De Viris illustribus, le présentait comme le plus éminent peintre de son siècle.

## Inspiration
L'historien d'art néerlandais Boudewijn Bakker formule l’hypothèse fertile que les chefs-d’œuvre de la peinture flamande, truffés d’autant d’énigmes et de mystères que les cathédrales européennes, se lisent « à plusieurs niveaux », tout comme l’exégèse biblique de l’époque faisait appel à une méthode de lecture ancestrale, dite « à quatre niveaux » : littéral, allégorique, allusif et mystique. Origène (185-254), puis Ambroise de Milan au IVe siècle, reprennent cette méthode pour la Lectio divina, c’est-à-dire l’exercice de la lecture spirituelle visant, par la prière, à pénétrer le plus profondément possible un texte sacré.

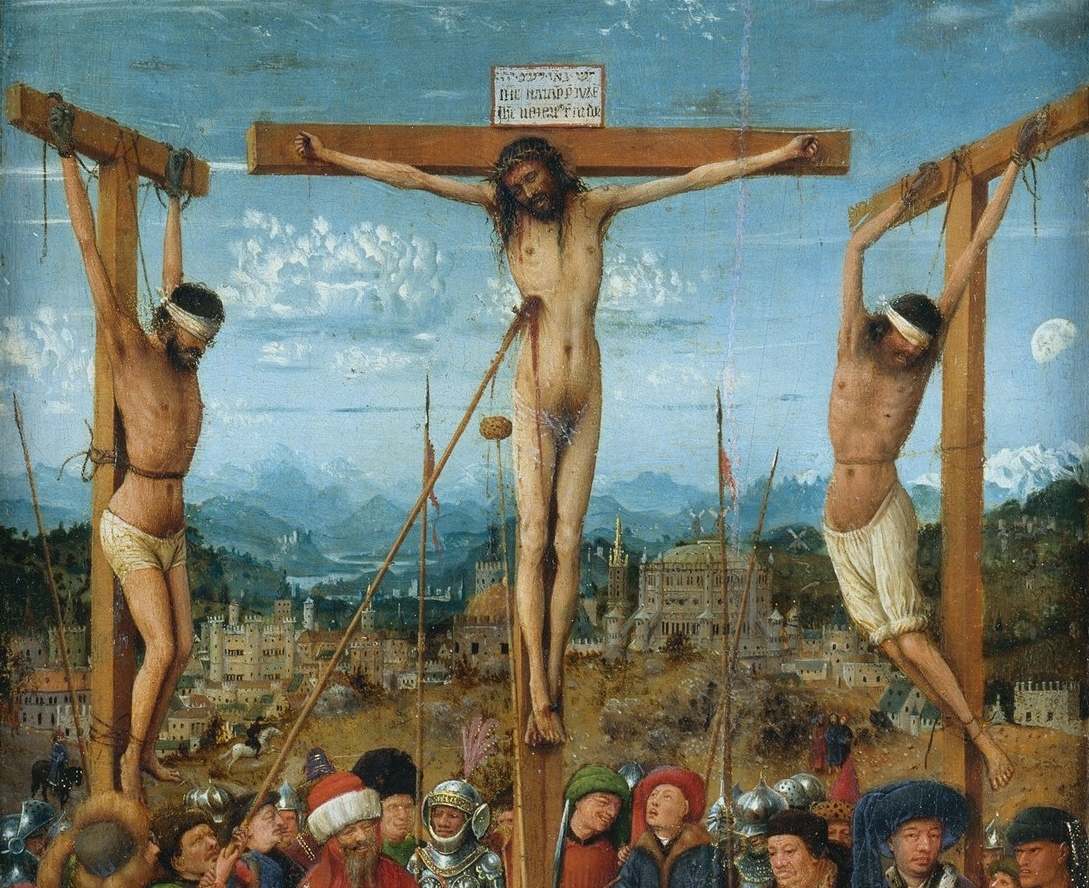
Crucifixion (1441).

On pense que le théologien Denys le Chartreux, confesseur du duc de Bourgogne, a pu conseiller le peintre sur le contenu iconographique de certains grands retables. Dans son œuvre, De l’attractivité du monde et de la beauté de Dieu, le théologien affirme que la beauté du monde visible n'est que prégustation de la sagesse divine. Le peintre, en peignant, devient l'instrument du créateur pour chanter l'éloge de Dieu. La nature qu'il peint est elle-même une vaste théophanie. 
Van Eyck attache un soin extrême à reproduire la nature avec précision : « Il est le premier à avoir dépeint avec une telle précision les rochers, les nuages, la Lune et la silhouette des oiseaux en plein vol [...], les reflets dans l'eau . » Ainsi, il est considéré comme le premier peintre à avoir représenté avec exactitude, dans le tableau de la Crucifixion, la Lune dans sa phase gibbeuse décroissante, toute piquetée par ses mers.

## Technique du peintre
L’apport technique de Van Eyck à la peinture occidentale est capital. Il a porté la technique de la peinture à l'huile à la perfection (sans pour autant la créer),. Le liant utilisé par Van Eyck était à base d'huile siccative et d'un autre élément qui rendait le liant consistant, ce qui était l'une des difficultés rencontrées par les utilisateurs de la peinture à l'huile auparavant. Il a porté la technique de la peinture à l'huile et le réalisme des détails (notamment le rendu des matières) à un sommet jamais atteint avant lui, sauf peut-être par le peintre grec Apelle, la technique flamande permettant aussi la netteté de ceux-ci.
On retrouve son effigie dans Les Effigies des peintres célèbres des Pays-Bas de Dominique Lampson.

## Œuvre
L’œuvre de Jan van Eyck, en dehors de ce chef d’œuvre exceptionnel qu'est le retable de l'Agneau mystique, est composé surtout de représentations de la Vierge Marie et de portraits. Van Eyck a ainsi été considéré comme le fondateur du portrait occidental. Ses modèles sont presque toujours représentés en buste : le visage, vu des trois-quarts, est tourné vers la gauche, et les yeux fixent souvent le spectateur, ce qui constituait à l’époque une innovation radicale.

### Le retable deL'Adoration de l'Agneau mystique

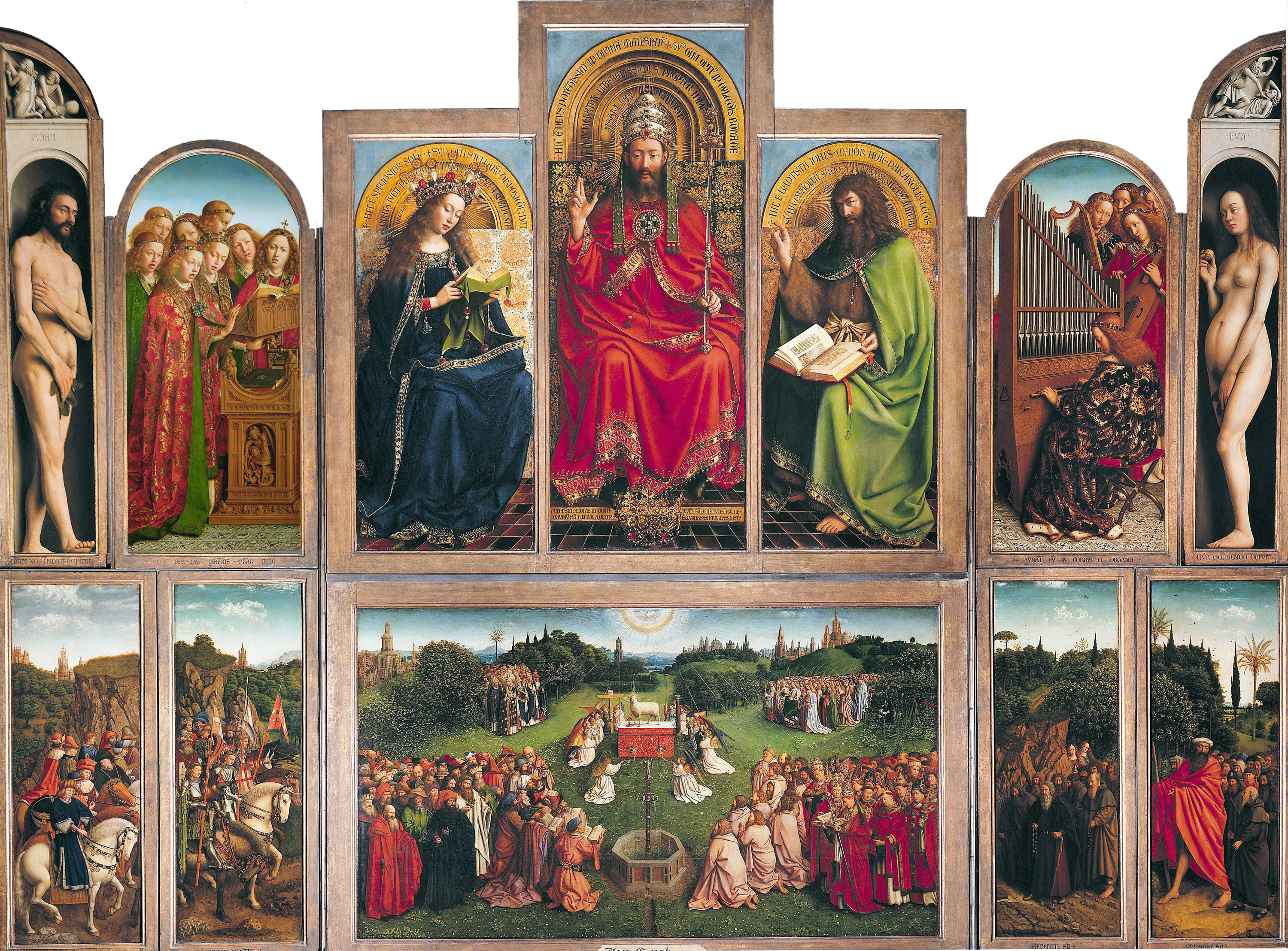
Retable de l'Agneau Mystique, Cathédrale Saint-Bavon de Gand.

La paternité des œuvres de « Van Eyck » antérieures à 1426 (mort d’Hubert) est discutée et l’attribution à Hubert ou à Jan est délicate. Le retable de L'Agneau mystique (1432, à la cathédrale Saint-Bavon, Gand), a ainsi été commencé par son frère et achevé par lui en mai 1432, sans que l’on sache exactement quelle est la part de chacun des deux frères.

### Portrait des époux Arnolfini

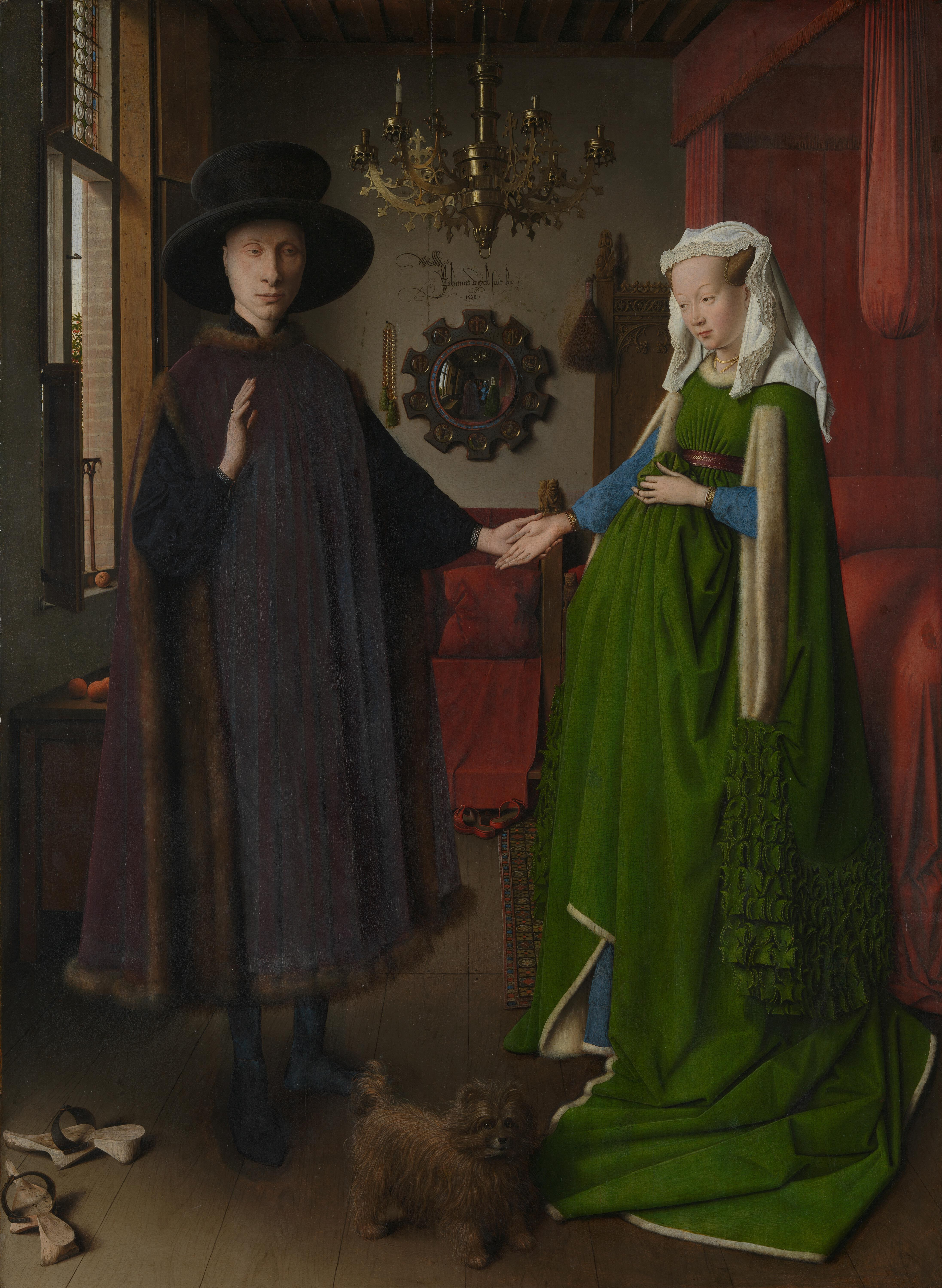
Les Époux Arnolfini.

Les Époux Arnolfini (selon l'interprétation généralement retenue) (1434, à la National Gallery de Londres) représente en pied, dans un intérieur flamand, un riche marchand toscan établi à Bruges, Giovanni Arnolfini, et son épouse. Un miroir convexe accroché et centré sur le mur du fond reflète la posture des époux vus de dos et deux personnages. Au-dessus de ce miroir convexe, la signature du peintre et la date de la peinture sont inscrits.

### La Vierge du chancelier Rolin
La Vierge du chancelier Rolin ou Vierge d'Autun est un tableau peint par Van Eyck pour Nicolas Rolin, chancelier du duc de Bourgogne. Il est conservé depuis 1805 au musée du Louvre. Le tableau est un ex-voto, a tempera et huile sur bois de 66 cm de haut et 62 cm de large, et fut initialement présenté dans la chapelle Saint-Sébastien de l'église d'Autun. Cette œuvre respecte les innovations introduites par les primitifs italiens à la pré-Renaissance en mêlant humanisation des personnages (le chancelier et la Vierge ont la même taille), l'introduction du paysage et ses éléments terrestres dans une œuvre sacrée, et la révélation picturale de la complexité architecturale par une perspective cohérente[réf. nécessaire].

### Liste des œuvres attribuées
Allemagne
- La Vierge dans une église, huile sur bois, 31 × 24 cm, Berlin, Gemäldegalerie
- Portrait de Baudoin de Lannoy (v. 1435), huile sur bois, 26 × 19,5 cm, Berlin, Gemäldegalerie
- Portrait de Giovanni Arnolfini (v. 1438), huile sur bois, 29 × 20 cm, Berlin, Gemäldegalerie
- Vierge de Lucques, huile sur bois, 65,5 × 49,5 cm, Francfort-sur-le-Main, Städelsches Kunstinstitut
- Triptyque de Dresde (1437), huile sur bois, 27,5 × 37,5 cm, Dresde, Gemäldegalerie Alte Meister

Autriche
- Portrait du cardinal Niccolò Albergati (1431-1432), huile sur bois, 35 × 29 cm, Vienne, Kunsthistorisches Museum.
- Portrait de Jan de Leeuw (1436), huile sur bois, 29 × 20 cm, Vienne, Kunsthistorisches Museum.

Belgique
- La Vierge au chanoine Van der Paele (1436), huile sur bois, 122 × 157 cm, Bruges, Groeningemuseum.
- Portrait de Margareta van Eyck (1439), huile sur bois, 32,6 × 25,8 cm, Bruges, Groeningemuseum.
- L’Adoration de l’agneau mystique (v. 1432), huile sur bois, 375 × 320 cm, Gand, cathédrale Saint-Bavon.
- Sainte Barbe (1437), huile sur bois, 31 × 18 cm, Anvers, Musée royal des beaux-arts,
- Vierge à la fontaine (1439), huile sur bois, 19 × 12,2 cm, Anvers, Musée royal des beaux-arts.

États-Unis
- Le Jugement dernier, huile sur bois transposée sur toile, 56,5 × 19,7 cm, New York, Metropolitan Museum of Art.
- La Crucifixion, huile sur bois transposée sur toile, 56,5 × 19,7 cm, New York, Metropolitan Museum of Art.
- L'Annonciation, huile sur bois transposée sur toile, 90,2 × 34,1 cm, Washington, D.C., National Gallery of Art.

France
- La Vierge du chancelier Rolin (v. 1430 ou 1435-1436), huile sur bois, 66 62cm, Paris, musée du Louvre.

Italie
- Les stigmates de Saint François, huile sur bois, 29,5 × 33,7 cm, Turin, Galerie Sabauda

Roumanie
- L'Homme au chaperon bleu (v. 1430), dit aussi Portrait d’un orfèvre (Homme avec un anneau), huile sur bois[pas clair], 17,4 × 15,5 cm, Sibiu, musée national Brukenthal.

Royaume-Uni
- Léal Souvenir (1432), huile sur bois, 33,5 × 18,8 cm, Londres, National Gallery.
- L'Homme au turban rouge, autoportrait ? (1433), huile sur bois, 25,8 × 18,9 cm, Londres, National Gallery.
- Les Époux Arnolfini (1434), huile sur bois, 81,8 × 59,7 cm, Londres, National Gallery

### Liste des œuvres attribuées à l'entourage de Jan van Eyck
- Vierge à l'Enfant lisant dite Vierge d'Ince hall, après 1433, huile sur bois, 26,5 × 19,5 cm, Melbourne, National Gallery of Victoria.
- Diptyque de la Vierge à l'Enfant et saint Jean, vers 1435, Paris, musée du Louvre
- La Fontaine de vie, vers 1445, huile sur bois, 181 × 116 cm, Madrid, musée du Prado
- Le Christ en croix avec la vierge et saint Jean, huile sur bois transposée sur toile, 43 × 26 cm, Berlin, Gemäldegalerie
- Saint Jérôme dans son étude, 1442, huile sur bois , 20,5 × 13,3 cm, Detroit Institute of Arts
- La Vierge au chartreux, huile sur bois transposée sur toile, 47 × 61 cm, New York, The Frick Collection.

### Copies d'après Jan van Eyck
- Portrait du Christ (1440), Bruges, Groeningemuseum.
- Madone de Nicolas van der Maelbecke (copie d'après un original inachevé, 1440-1441), Bruges, Groeningemuseum.

### Jan van Eyck enlumineur
Un document daté de 1439 et tiré des archives des ducs de Bourgogne semble indiquer que Jan van Eyck était impliqué dans la réalisation de manuscrits enluminés : il a en effet reçu une somme d'argent pour rémunérer des enlumineurs brugeois. Cependant, la question se pose toujours de savoir si Jan van Eyck a participé directement à la peinture de miniatures encore conservées de nos jours. Les historiens de l'art Paul Durrieu et Georges Hulin de Loo ont tous deux cru déceler la main d'Hubert van Eyck et de Jan dans l'ajout de plusieurs miniatures au manuscrit des Très Belles Heures de Notre-Dame dans sa partie désignée sous le nom des Heures de Turin-Milan (aujourd'hui partiellement détruites). Les deux frères sont ainsi identifiés comme les Maîtres G (7 miniatures) et H (6 miniatures) parmi les nombreux intervenants dans cette partie du livre d'heure. Cependant, cette hypothèse a depuis été largement contestée par de nombreux autres historiens de l'art. Pour certains, il ne s'agit que d'artistes inspirés par le style eyckien. Même la date de réalisation de ces peintures fait débat, hésitant entre les années 1420, qui les ferait remonter à la période où le peintre travaille pour Jean de Bavière, ou les années 1435 voire après 1440. Si la part d'Hubert et de Jan ne parvient plus à être distinguée, la peinture de Jan a sans aucun doute beaucoup marqué cette dizaine de miniatures et de nombreux points communs avec ses tableaux ont pu être repérés.

Miniatures des Heures de Milan-Turin au caractère eyckien
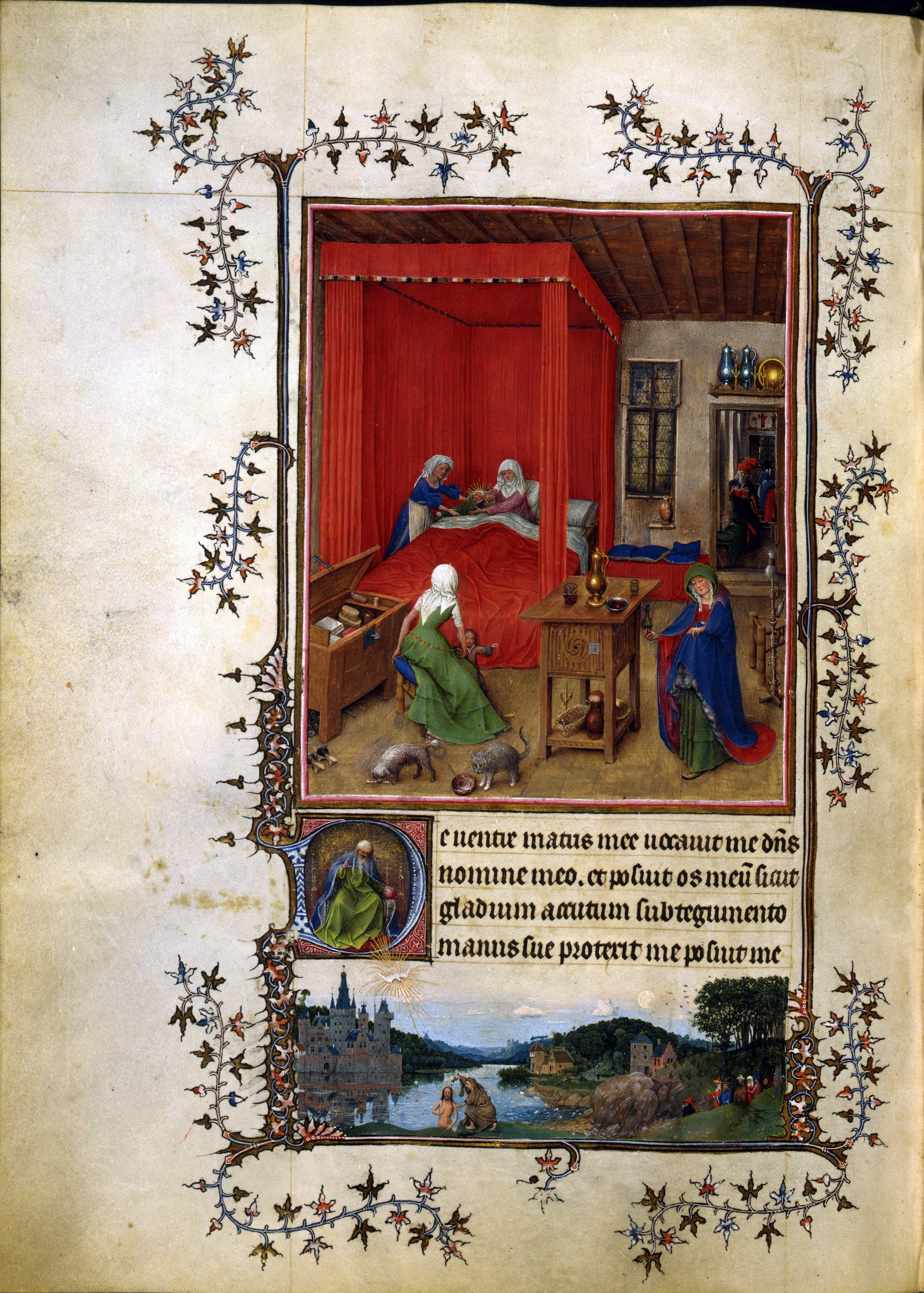
Naissance de saint Jean-Baptiste.
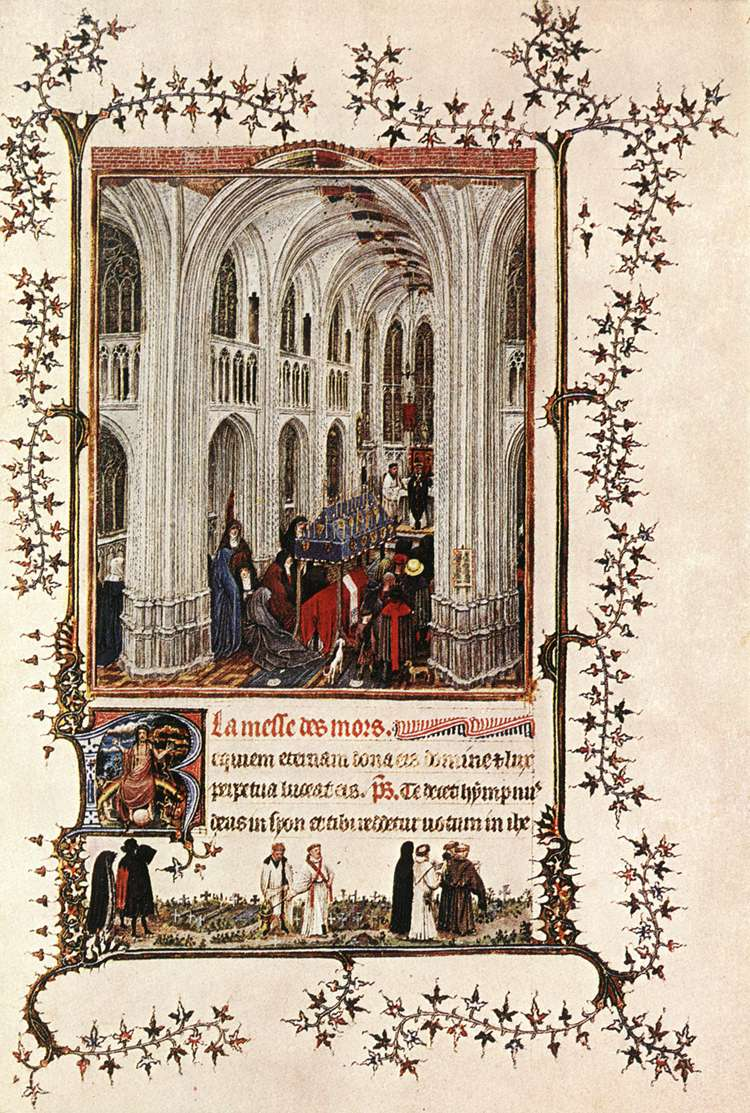
La Messe des morts.
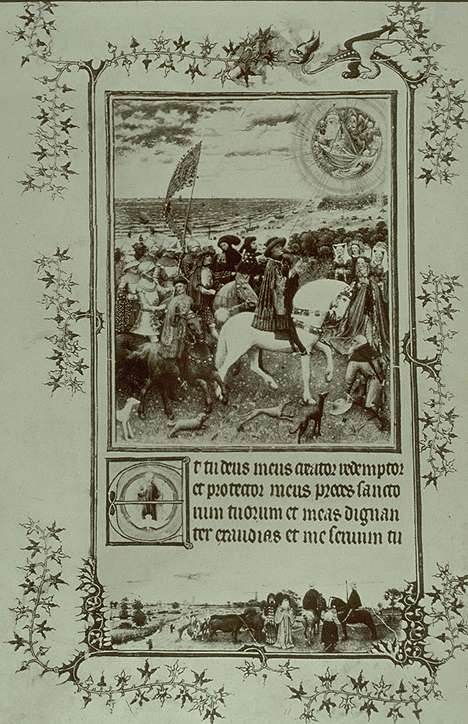
Prière d'un souverain au bord de la mer.

#### Bases de données et dictionnaires
- Ressources relatives aux beaux-arts :   - AGORHA
  - Art UK
  - Belgian Art Links & Tools
  - Bénézit
  - Bridgeman Art Library
  - British Museum
  - Collection de peintures de l'État de Bavière
  - Dictionnaire des peintres belges
  - ECARTICO
  - Kunstindeks Danmark
  - Musée du Prado
  - Musée national du Victoria
  - Musée Städel
  - Musée Thyssen-Bornemisza
  - Museum of Modern Art
  - MutualArt
  - National Gallery of Art
  - Nationalmuseum
  - RKDartists
  - Royal Academy of Arts
  - Sandrart.net
  - Te Papa Tongarewa
  - Union List of Artist Names
- Ressources relatives à la musique :   - Discogs
  - MusicBrainz
- Ressource relative à la recherche :   - Persée
- Notices dans des dictionnaires ou encyclopédies généralistes :   - Biografisch Portaal van Nederland
  - Britannica
  - Brockhaus
  - Den Store Danske Encyklopædi
  - Deutsche Biographie
  - Gran Enciclopèdia Catalana
  - Internetowa encyklopedia PWN
  - Larousse
  - Nationalencyklopedin
  - Store norske leksikon
  - Treccani
  - Universalis
  - Visuotinė lietuvių enciklopedija
- Notices d'autorité :   - VIAF
  - ISNI
  - BnF (données)
  - IdRef
  - LCCN
  - GND
  - Italie
  - Japon
  - CiNii
  - Espagne
  - Belgique
  - Pays-Bas
  - Pologne
  - Israël
  - NUKAT
  - Catalogne
  - Suède
  - Vatican

#### Autres liens
- Closer to Van Eyck, un site internet pour observer « à la loupe » les œuvres de Van Eyck.
- Elsa Couderc, « La véritable invention de Jan van Eyck : une machine à représenter l’espace tel que nous le percevons », sur The Conversation, 16 août 1921.
- Karel Vereycken, Van Eyck, un peintre flamand dans l'optique arabe, 2006